# Souvrství Alcobaça

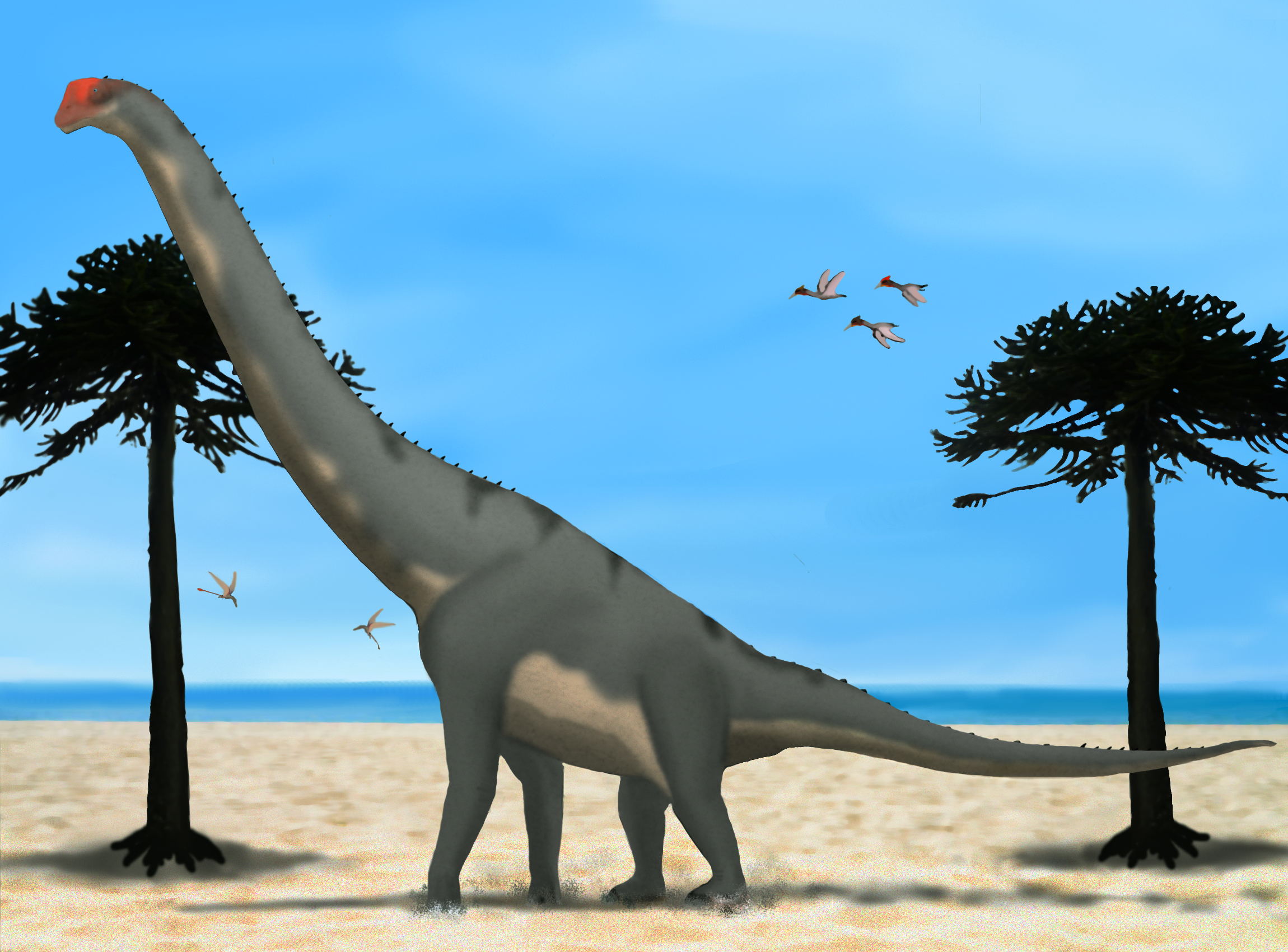
Lusotitan - hypotetická rekonstrukce.

Souvrství Alcobaça (dříve Guimarota) je geologickou formací na území Portugalska. Stáří sedimentů činí asi 160 až 145 milionu let, jedná se tedy o usazeniny z období pozdní jury (geologický stupeň oxford až tithon). Souvrství odvozuje svůj název od stejnojmenného města. Bylo definováno švýcarským geologem Paulem Choffatem v roce 1885.

## Charakteristika
Nejběžnější horninou v tomto souvrství je mramor, méně zastoupeny jsou jílovec, prachovec, uhlí a pískovec. Naleziště se nacházejí v Lusitánské pánvi a typovou lokalitou je uhelný důl Camadas de Guimarota. Kromě fosilií dinosaurů jsou odtud známá také fosilní vejce a kostry malých savců a dalších obratlovců.

## Dinosauří fauna

Dacentrurus armatus - kostra

- Dacentrurus armatus

- Ornithopoda indet.

- Trimucrodon cuneatus

- Sauropoda indet.

- Allosaurus sp.

- Aviatyrannis jurassica[3]

- Lusotitan atalaiensis

- Ceratosaurus sp.

- Dinheirosaurus lourinhanensis

- Lourinhasaurus alenquerensis

- Megalosaurus sp.